# Славінський Володимир Миколайович
Володимир Миколайович Славінський (30 квітня 1958) — радянський та український футболіст, який грав на позиції захисника та півзахисника. Найбільш відомий за виступами у складі луганської «Зорі» у першій та другій лігах першості СРСР, у складі якої зіграв понад 120 матчів.

## Клубна кар'єра
Володимир Славінський розпочав виступи на футбольних полях у дублюючому складі команди першої ліги «Таврія» з Сімферополя у 1976 році. Наступного року частину сезону він провів у команді другої ліги «Атлантика» з Севастополя, в складі якої зіграв 7 матчів, та повернувся до «Таврії». Наступного року повернувся до сімферопольської команди, проте дебютував у її складі лише в 1979 році, зігравши в її складі 6 матчів. Закінчення сезону 1979 року провів у складі «Атлантики», а в кінці сезону 1980 року перейшов до складу ворошиловградської «Зорі», яка на той час вибула до першої ліги. з наступного сезону став одним із основних гравців захисної лінії команди, в якій грав до кінця сезону 1983 року, зігравши 100 матчів у турнірі першої ліги.
У сезоні 1984 року Володимир Славінський грав у армійському клубі СКА (Київ) у другій лізі, проте в цьому сезоні армійці виступили не зовсім вдало, зайнявши місце далеко від призових. Наступного року Славінський повернувся до складу ворошиловградської «Зорі», яка цього року вибула до другої ліги, проте цього сезону команда не здобула призових місць. Сезон 1986 року Володимир Славінський провів у складі іншої команди другої ліги «Колос» з Павлограда. У 1987 році Славінський став гравцем команди другої ліги «Ністру» з Кишинева, у складі якої наступного року виграв зональний турнір, та здобув путівку до першої ліги. У 1989 році розпочав сезон у кишинівській команді, проте по ходу сезону перейшов до команди «Заря» з Бєльців, яка грала в цьому сезоні у другій лізі, а наступний сезон грав у її складі у буферній зоні другої ліги. У 1991 році Славінський грав у складі команди другої нижчої ліги «Худжанд», відзначившись у його складі 11 забитими м'ячами.
Після розпаду СРСР Володимир Славінський повертається до України, де стає гравцем команди першої ліги «Хімік» із Сєвєродонецька. У складі команди в другому розіграші Кубка України став учасником 1/8 фіналу, в якому северодонецький клуб обіграв донецький «Шахтар», та вийшов до 1/4 фіналу, проте в чвертьфінальній стадії Славінський участі не брав, оскільки на початку 1993 року став гравцем команди другої ліги «Титан» з Армянська, в якому грав протягом півроку. Завершував виступи на футбольних полях Володимир Славінський у команді третьої, а пізніше другої ліги «Авангард-Індустрія» з Ровеньків, у якій грав у 1993—1995 роках.